# Nemesisters
Nemesisters è il terzo ed ultimo album studio registrato dal gruppo alternative rock Babes in Toyland, pubblicato il 5 maggio 1995 dalla Reprise Records.

## Tracce
Testi e musiche delle Babes in Toyland, eccetto dove indicato:
1. Hello - 4:45
2. Oh Yeah! - 3:16
3. Drivin' - 3:17
4. Sweet '69 - 4:05
5. Surd - 4:43
6. 22 - 3:15
7. Ariel - 4:24
8. Killer on the Road - 4:02
9. Middle Man - 4:46
10. Memory - 3:43
11. S.F.W. - 3:59
12. All by Myself - 4:37 (Eric Carmen)
13. Deep Song - 2:45 (George Cory/Douglas Cross)
14. We Are Family - 4:11 (Nile Rodgers/Bernard Edwards)